# Serie B Femenina de Ecuador
La Serie B Femenina de Ecuador, conocida también como Liga de Fútbol Amateur Femenina Serie B, es la tercera división del sistema de ligas de fútbol de Ecuador, organizada por la Comisión Nacional de Fútbol Aficionado, anexa a la Federación Ecuatoriana de Fútbol.
El actual campeón es el Toreros Fútbol Club, que obtuvo su primer título en la temporada 2022.

## Historia
El campeonato ecuatoriano organizado por la Federación Ecuatoriana de Futbol comenzó a disputarse en 2013. Antes ya había actividad de fútbol femenino y otros campeonatos no oficiales. Desde 2014, se comenzó a disputar una segunda categoría que se formó la Serie B nacional con los peores clubes que no mantenían la categoría en el torneo anterior Alianza (Guayaquil), Conaviro (Guayaquil), Las Palmas (Santo Domingo) y La Troncal Unida (La Troncal); más algunos clubes interesados e invitados para competir en los torneos femeninos del futbol ecuatoriano.
Durante la temporada 2019 el torneo fue reestructurado en 2 divisiones amateur para darle prioridad a la Súperliga Femenina de Ecuador, esta última de carácter profesional con las cuales contará el fútbol femenino: la categoría principal (Superliga Femenina), segunda categoría (Serie A), la tercera categoría (Serie B) y la categoría de ascenso. A partir de la temporada 2021 y debido a los estragos del COVID - 19; la Serie B Femenina se fusiona con la Serie A Femenina dando lugar a la Liga de Fútbol Amateur Femenina debido a una reestructuración por parte de la Federación Ecuatoriana de Futbol.

## Equipos participantes

### Temporada 2014
En la temporada 2014 los doce equipos que disputaron la Serie B Femenina fueron:
En el Grupo A están Conaviro (Guayas), Alianza (Guayas), Talleres Emanuel (Santa Elena), Mallorca (Imbabura). 
En el Grupo B están Ñusta F.C (Azuay), Carneras U.P.S (Azuay), Municipal de Sucua (Morona Santiago), Pelileo S.C.  (Tungurahua).
En el Grupo C están Nuevas Estrellas (Esmeraldas), Japan Auto (Santo Domingo de los Tsáchilas), Galápagos  S.C. (Galápagos), Espe (Cotopaxi).
En la segunda etapa, se conforman 2 cuadrangulares. El Grupo A se conforma Talleres Emanuel, ESPE, Japan Auto y Conaviro. El Grupo B se conforma Carneras UPS, Pelileo Sc, Galápagos S.C. y Alianza.
En el cuadrangular final jugaron Galápagos S.C., Talleres Emanuel, Carneras, ESPE. Asciende a Primera Galapagos S.C. (Campeón) y Talleres Emanuel (Santa Elena).

### Temporada 2015
En la temporada 2015 los doce equipos que disputaron la Serie B Femenina fueron:
En el Grupo A constan los guayasenses Alianza y Conaviro, y los azuayos Ñusta y Carneras (Cuenca). 
En el Grupo B están Nuevas Estrellas (Esmeraldas), los santodomingueños Las Palmas y Japán Auto, y Fedeguayas.
En el Grupo C es integrado por Mallorca (Pichincha), Pelileo S.C. (Tungurahua), ESPE (Cotopaxi) y Olmedo (Riobamba).
En la segunda etapa, se conforman 2 cuadrangulares. El Grupo A se conforma Carneras (Cuenca), Club Ñusta, Fedeguayas, Olmedo (Riobamba). Talleres Emanuel, ESPE, Japan Auto y Conaviro. El Grupo B se conforma ESPE, Las Palmas, Japan Auto, Alianza.
En el cuadrangular final jugaron ESPE, Carneras (Cuenca), Club Ñusta, Las Palmas. Asciende a Primera ESPE (Campeón) y Carneras (Cuenca).

### Temporada 2016
En la temporada 2016 los doce equipos que disputaron la Serie B Femenina que fueron repartidos en tres cuadrangulares. Los partidos se disputaron en Santo Domingo de los Tsáchilas, Sucúa y Francisco de Orellana y se clasificaron a la siguiente ronda los dos primeros de cada llave y los dos mejores terceros.
A la segunda fase clasificaron Deportivo Santo Domingo y Japan Auto de Santo Domingo de los Tsáchilas, Pereira y Alianza de Guayas, jugarán el Grupo A. Ñañas (Pichincha), Deportivo Coca (Orellana), Olmedo (Chimborazo) y Atlético Las Palmas (Santo Domingo de los Tsachilas) jugarán en Quito el grupo B. Los equipos que se ubiquen en las dos primeras posiciones, en cada cuadrangular, jugarán la liguilla final por los dos cupos de ascenso a la Primera A del fútbol femenino nacional.
En el cuadrangular final jugaron Japan Auto (Santo Domingo), IK Santo Domingo, Club Ñañas, Olmedo (Riobamba). Asciende a Primera IK Santo Domingo (Campeón) y Club Ñañas. 

### Temporada 2017 - 2018
En el Torneo Apertura 2017, los doce equipos que disputaron la Serie B Femenina que fueron repartidos en tres cuadrangulares. 
El ganador del Torneo Apertura fue Star Club (Riobamba).
En el cuadrangular final del Torneo Clausura, jugado entre el viernes 18 y domingo 20 de mayo de 2018, en la cancha del estadio Alejandro Serrano Aguilar de Cuenca, Ñustas terminó con su valla invicta. Ganó 1-0 a Los Chavales de Quevedo, venció 2-0 a Deportivo Coca de Orellana y en el juego decisivo triunfó 3-0 ante J. Tsáchila. El ganador del Torneo Clausura fue Ñusta (Cuenca).
Sin embargo, debido a la reestructuración por la legalización del profesionalismo del futbol femenino en Ecuador, ambos clubes no pueden ascender a Primera.

## Campeonas

### Títulos por año
| Serie B de Fútbol Femenino | | | | |
| Temporada                  | Edición | Campeón | Resultado | Subcampeón |
| 2014                       | 1° | Galápagos S.C. | Liga | Talleres Emanuel |
| 2015                       | 2° | ESPE | Liga | Carneras UPS |
| 2016                       | 3° | Deportivo Santo Domingo | Liga | Club Ñañas |
| 2017 - 2018                | 4° | Star Club | Liga | Ñusta |
| 2019                       | 5° | Sport JC | Liga | Atlético Fluminense |
| 2020                       | No se organizó | No se organizó | No se organizó | No se organizó |
| 2021                       | No se organizó | No se organizó | No se organizó | No se organizó |
| 2022                       | Desde la Temporada 2022, los clubes de Serie B se fusionaron de categoría con los clubes de Serie A, por lo que la Serie B Femenina dejó de disputarse. | Desde la Temporada 2022, los clubes de Serie B se fusionaron de categoría con los clubes de Serie A, por lo que la Serie B Femenina dejó de disputarse. | Desde la Temporada 2022, los clubes de Serie B se fusionaron de categoría con los clubes de Serie A, por lo que la Serie B Femenina dejó de disputarse. | Desde la Temporada 2022, los clubes de Serie B se fusionaron de categoría con los clubes de Serie A, por lo que la Serie B Femenina dejó de disputarse. |